# ملهم
مَلْهَم هي بلدة في السعودية تتبع محافظة حُرَيمِلاء، تقع شمال غرب مدينة الرياض بمسافة تقدر بحوالي 70كم.

## موقعها
تقع شمال غرب مدينة الرياض بمسافة تقدر بحوالي (70 كم) بين دائرة العرض 9/25 وخط الطول 15/46 كانت قديما قاعدة وادي قران الذي عرف فيما بعد بمنطقة الشعيب وأشهر مدنه حاليا حريملاء، حيث تقع ملهم أسفل الوادي شرق حريملاء بمسافة (15 كم) تقريباً، كما أن طريق الرياض القصيم يمر بمحاذاة مخططات ملهم الجديدة من الناحية الشرقية، ولملهم شهرة كبيرة خلدها التاريخ منذ القدم (قبل الإسلام وبعده) كما أن موقعها مميز وحدودها واسعة إذ تمتد بمسافات طويلة ويكفي أن يعرف أن حدودها من الشرق تمتد حتى تتصل بجبال العرمة حيث أن وادي ملهم حين تفيض روضة ملهم الواقعة شرقي ملهم بحوالي (25كم) يتجه سيله إلى روضة الخفس الجنوبية الواقعة قرب الثمامة وطلعة الطوقي.

## اماكن سياحية
- سد ملهم.
- وادي شعيب ملهم.[2]